# Victor Tołkin
Wiktor Tołkin ( Tołkaczach, 21 de febrero de 1922 - Varsovia, 7 de mayo de 2013) fue un escultor y arquitecto polaco.
Es uno de los principales artistas polacos en escultura monumental, creador de monumentos a los mártires en los antiguos campos de concentración alemanes de Stutthof y Majdanek. Sus obras son grandes composiciones con formas expresivas, todo incorporado con la arquitectura. 
Recibió una medalla al diseño y a la decoración.

## Obras principales
- Monumento Matrimonio polaco del mar en Kolobrzeg , construido el 30 de noviembre 1963.

- Monumento  Lucha y martirio en el antiguo campo de concentración nazi de Stutthof, construido el 12 de mayo 1968.

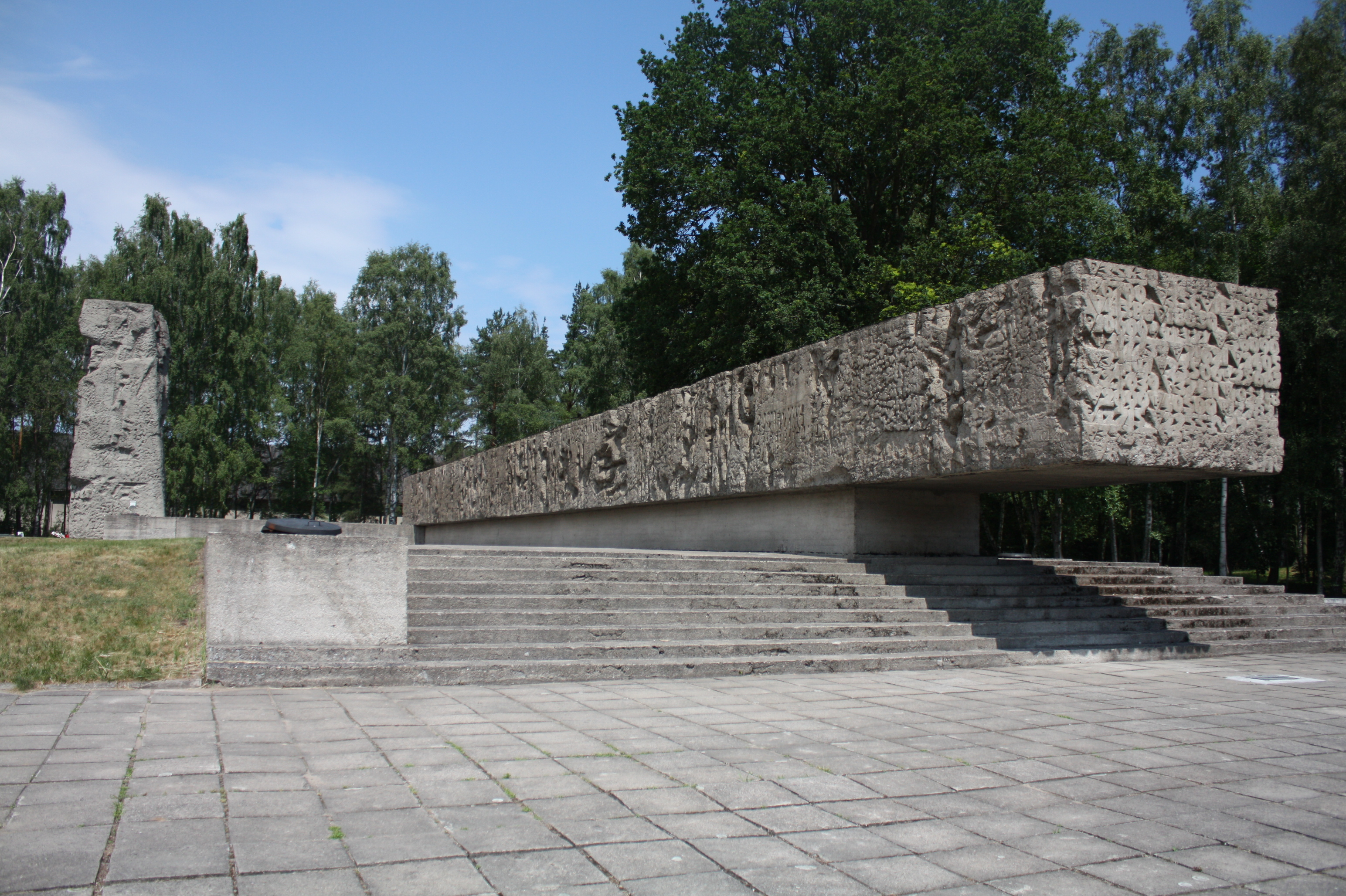
Monumento Lucha y martirio y el panteón-mausoleo del antiguo campo de concentración nazi de Majdanek, construido en 1969. Mausoleo de Majdanek con la inscripción en polaco Que nuestro destino os sirva como advertencia
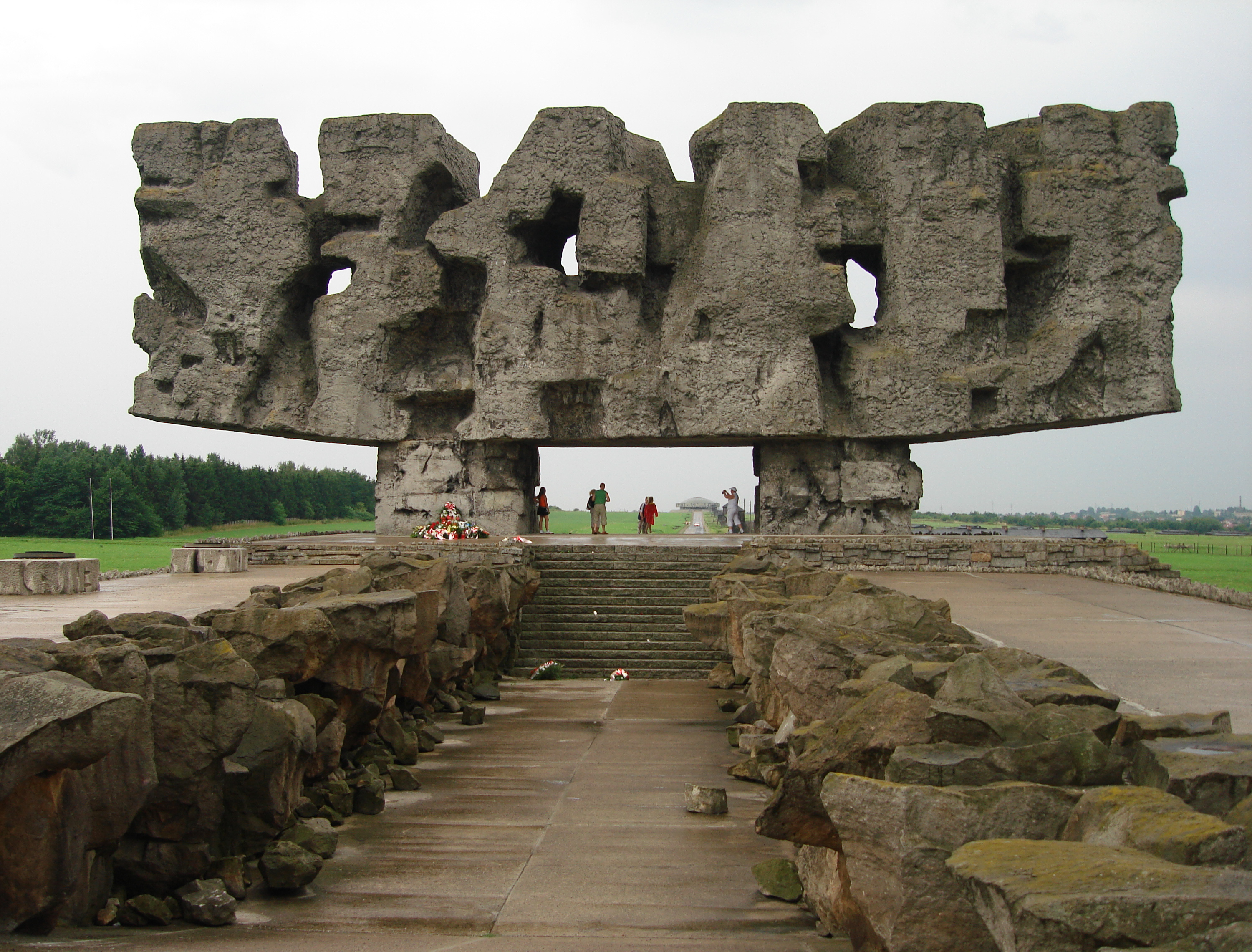
Monumento "Lucha y martirio", Majdanek (Polonia)
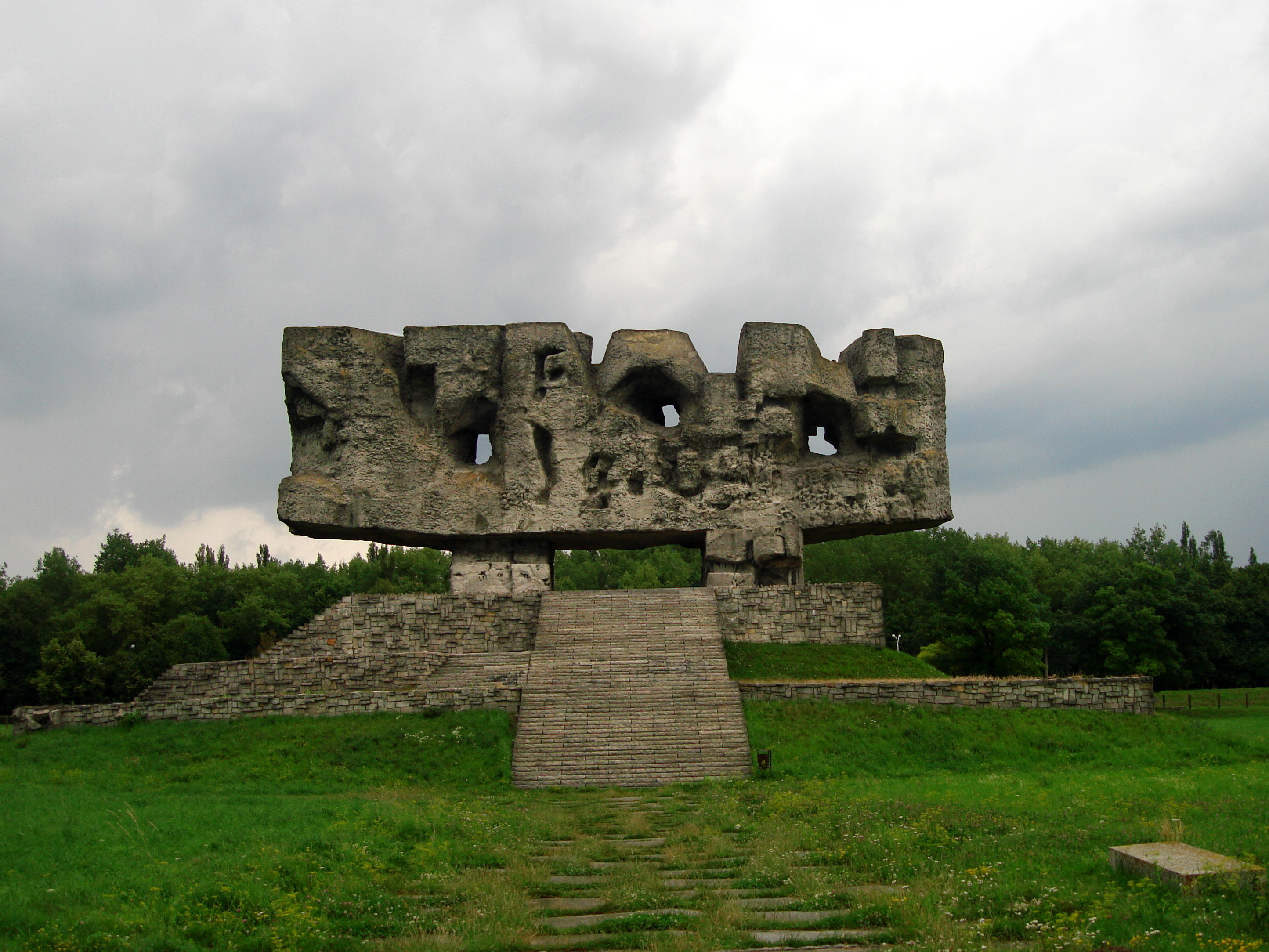
Vista lateral del Monumento "Lucha y martirio" de Majdanek

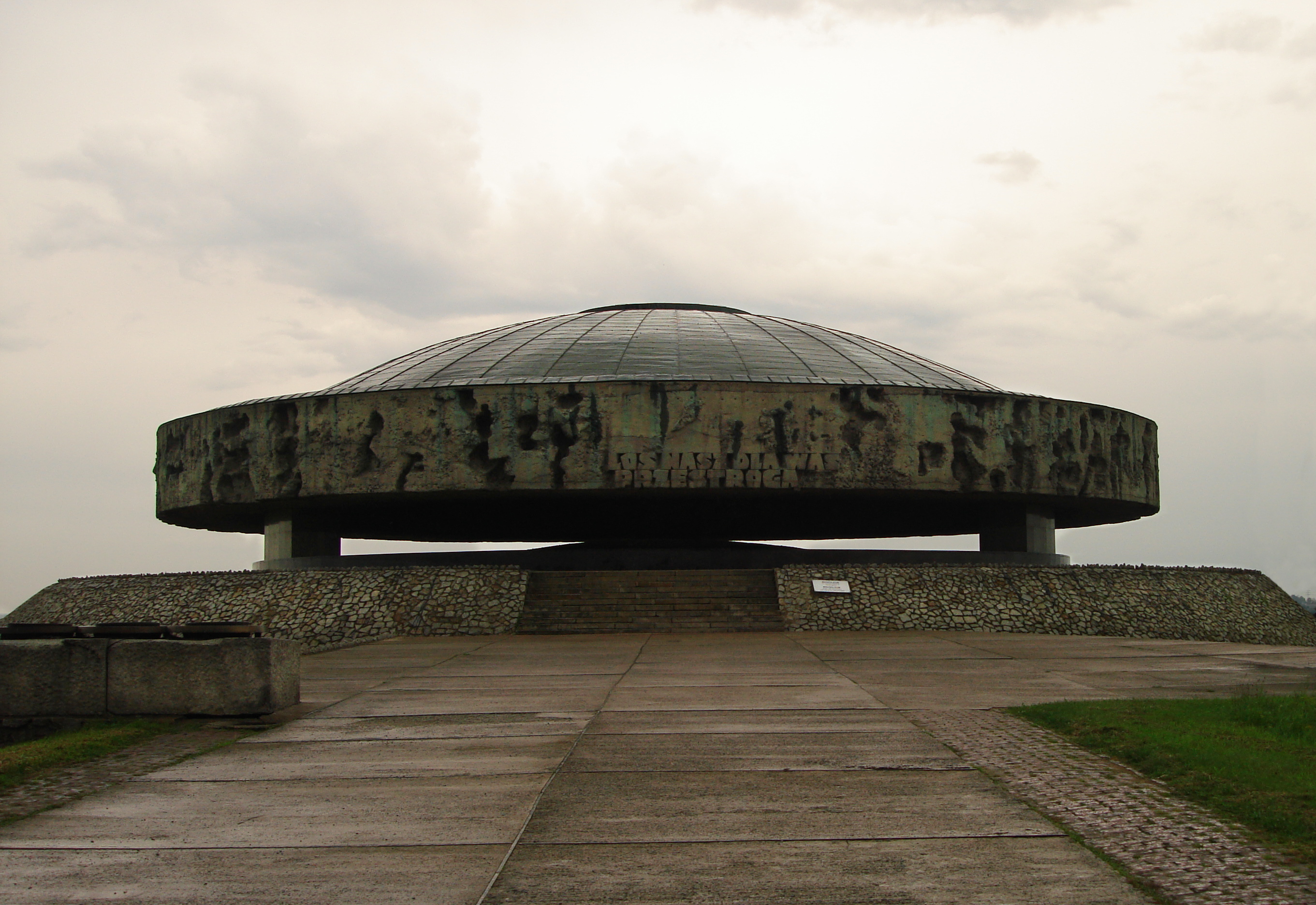
Mausoleo de Majdanek con la inscripción en polaco Que nuestro destino os sirva como advertencia

- Lucha y Martirio en Pawiak, Varsovia.

- Monumento a la acción de las armas en Plock , (1978)